# Lysimachia linum-stellatum
Lysimachia linum-stellatum là một loài thực vật có hoa trong họ Anh thảo. Loài này được L. mô tả khoa học đầu tiên năm 1753.